# Vincent Valentine
Vincent Valentine eller Vinsento Varentain är en av två gömda spelbara rollfigurer i datorrollspelet Final Fantasy VII som kom ut i juni 1997 till spelkonsolen Playstation. Figuren medverkar även i slagsmålsspelet Ehrgeiz samt ett antal spinoff-spel på Final Fantasy VII, bland annat i Dirge of Cerberus, där han är huvudfiguren.
Vincent har samma röstskådespelare i både Advent Children och Dirge of Cerberus.

## Karaktärsbeskrivning
När man stöter på Vincent första gången ser man honom som en lång man med långt svart och utsläppt hår, som har på sig en röd mantel över sin svarta klädnad. Han bär en stor metallhandske på vänstra armen, från armbågen och neråt, som avslutas i fem kraftiga klor.
Kragen på manteln täcker med lätthet halva hans ansikte och hålls ihop med en rad olika spännen. Hans ögon är nästan blodröda.
I Final Fantasy VII: Advent Children har Vincent skaffat sig en pistol som heter Cerberus, med tre mynningar och en silverutsmyckning med Cerberus, den trehövdade hunden.
Figurdesignern Tetsuya Nomura förklarade att Vincents karaktär förändrades efterhand. Det var tal om att han skulle vara allt från mardrömsforskare till detektiv eller kemist, till slut blev han medlem i Shin-Ras elitgrupp, the Turks, med otursamt förflutet, vilket innebär att han blev en mänsklig försökskanin. Den röda manteln ska också symbolisera att Vincent bär en stor tyngd i sitt liv - något jämförbart med döden. I Dirge of Cerberus: Final Fantasy VII har Vincent fortfarande samma utseende som i Advent Children men i sin Chaos-form är han mer annorlunda än i det förra spelet. I sin Chaos-form är hans dräkt helt svart med vita (nästan silverfärgade) band kring låren och det mesta finns i benen och vänstra armen. Det röda huvudbandet som han har vid pannan gör det omöjligt att se hans hår. Hyn är helvit, ögonen lyser i gul färg och det mesta han har är röda vingar som gör det lätt för honom att flyga.

## Biografi

### Final Fantasy VII
Tidigt i sitt liv är Vincent medlem i Shin-Ras elitgrupp, the Turks, och stationeras i Nibelheim för att övervaka en assistent till Professor Gast. Det slutar med att han blir kär i Lucrecia Crescent, Gasts assistent. Detta är 30 år innan handlingen i Final Fantasy VII startar.
Vincent känner inte till att Lucrecia tidigare var assistent till hans far, Grimoire Valentine vid deras upptäckt om Chaos och Omega. Grimoire dog när han räddade Lucrecias liv då ett experiment gick fel. När Vincent senare får reda på kopplingen mellan hans pappas död och Lucrecia, så frågar han varför hon aldrig berättade detta. Då flyr hon ifrån honom, men Vincent vill hitta henne för att kunna berätta sina sanna känslor för henne. När Vincent finner henne och talar med henne nästa gång vill hon inte vara med honom, eftersom hon känner sig skyldig till hans pappas död, och hon säger att allt var hennes fel. Hon flyr igen och inleder ett förhållande med den galne professor Hojo. Lucrecia blir gravid och hennes ofödda barn kommer att bli Hojos nästa Jenovaexperiment, nämligen att undersöka vilka effekter Jenovaceller har på ett ofött barn. Detta är Vincent starkt emot och han konfronterar Hojo och frågar om ryktena är sanna.
Enligt Lucrecia och Hojo har Vincent ingenting med detta att göra, och menar att eftersom de båda är forskare så vet de vad de gör. Vincent frågar då Lucrecia om hon vill det här till hundra procent, vilket hon menar att hon gör. Lucrecia blir sjuk av Jenovacellerna och börjar få framtidsvisioner om sitt ofödda barn, nämligen Sephiroth. Vincent, som nu är fruktansvärt arg, konfronterar Hojo i Shin-Ras herrgårds underjordiska laboratorium. Hojo som nu har blivit irriterad på Vincent drar fram en pistol ur sin laboratorierock och skjuter Vincent i magen. Medan Vincent är medvetslös börjar Hojo experimentera med hans kropp. Han använder Jenovaceller som får Vincent att kunna transformera sig till olika monsterliknande varelser, men efter ett tag börjar Vincent kropp reagera mot Jenovacellerna, i en avstötningsreaktion. Lucrecia som inte kan hjälpa honom försöker nu leta efter ett sätt att rädda honom. Hon börjar leta genom sin ofärdiga teori om Chaos, Omega och Lifestream då Hojo kommer och menar att hon bara vill använda Vincent i ett experiment för att bevisa sin teori, eftersom ingen tror på den då den sägs vara för orealistisk. Det håller inte Lucrecia med om, utan fortsätter att försöka rädda Vincent utifrån sin teori. Hon injicerar en infekterad "G"-substans som gör att Vincent förvandlas till Chaos genom Hojos tidigare experiment. När Vincent förvandlas till Chaos går han in i en form liknande en bärsärk, men för att hålla Chaos och dess vilda natur under kontroll så implanterar Lucrecia en uråldrig materia, Protomateria, i Vincents kropp.
På grund av att Hojo inte låter Lucrecia se sin son, han som skulle komma att bli känd som SOLDIERs starkaste man Sephiroth, och för att hon vill straffa sig själv på grund av allt lidande hon givit Vincent försöker hon ta sitt liv; men Jenovacellerna som fortfarande finns inuti henne medger inte detta, så hon ger sig iväg till en grotta (som man besöker flera gånger i spelen) och stänger in sig i Mako-kristaller. När Vincent vaknar på operationsbordet finner han varken Lucrecia eller Hojo någonstans och när han upptäcker sin modifierade kropp blir han ursinnig. Han tror att det är ett straff för sin "synd", dvs. att inte kunna hjälpa Lucrecia. Så han straffar sig själv ytterligare genom att lägga sig i en kista i Shin-Ras herrgård i Nibelheim där Hojo senare låser dörren. På grund av Hojos experiment håller sig Vincents ålder runt 27 år, när han hittas 30 år senare av Cloud och hans grupp i Final Fantasy VIIs storyline. Medan Vincent hjälper Cloud får han återuppta sin bekantskap med Hojo.

### Meteorfall & Advent Children
Medan meteoriten som Sephiroth kallar på faller, hjälper Reeve, Yuffie och Vincent till med att evakuera Midgar. Plötsligt känner Vincent av att Hojo är vid liv, om än för ett kort ögonblick innan hans kropp blir förstörd i meteoritens krock med Holy. Två år efter meteoritens fall träder Vincent fram igen vid Forgotten City för att rädda Cloud från Kadaj, Loz och Yazoo, genom att förvandla sig till ett monster som tar skydd av sin mantel och inte verkar kunna träffas av vapen. Han förklarar för Cloud att han vet vad Kadajs gäng är ute efter och att han räddade Tseng och Elena från dem. Han dyker senare upp för att bekämpa Bahamut Sin i den nya staden Edge. Det är också Vincent som hindrar alla från att bryta in i Clouds fight med Sephiroth. I slutet är han med och firar Sephiroths slut och att Geostigma (Second-star syndrome) har botats.

### Dirge of Cerberus
Ett år efter handlingen i Final Fantasy VII - Advent Children blir Vincent kallad till Kalm av Reeve. Väl där blir Vincent huvudmåltavla för Deepground soldater. Det blir snart avslöjat att de är ute efter Protomateria som Lucrecia implanterade i hans kropp 33 år tidigare. När de väl lyckas ta den börjar Vincent känna av Chaos stress och vilja att döda. Han möter Weiss, ledaren för DGS (DeepGround Soldiers), som är besatt av det digitaliserade medvetandet av Hojo. Vincent och Hojo har sin slutfight, vilket slutar i att Omega vaknar. Trots att han återfann Protomateria blir han "renad" från Chaos i den sista attacken mot Omega. När både Chaos och Omega tillbaka till Lifestream, börjar Vincent äntligen sitt nya liv.

## Karaktäristiska drag och egenskaper
Vincent Valentine är känd för att kunna använda sig av olika former av eldvapen tack vare sin träning under tiden som medlem i the Turks.
I och med Hojos anatomiska rekonstruktion av Vincent och Chaos närvaro inuti Vincent så åldras han inte och han har ett otal övernaturliga egenskaper. I Dirge of Cerberus får hans närstridsattacker en lilaliknande aura. I Final Fantasy VII kan Vincent förvandla sig till olika monstruösa varelser genom sin Limit Break. De fyra former han kan anta är: Galiant Beast - en Final Fantasy-form av Behemoth, Death Gigas - som är ett monster liknande Frankensteins monster, Hellmasker - vilket kan sägas vara en hyllning till Jason Voorhees, och den djävulsliknande Chaos. I Advent Children antar Vincent någon slags spökform med hjälp av sin mantel som gör honom svår att träffa.
I Dirge of Cerberus så får Galiant Beast en lite mer humanoid, eller mänsklig, form och kan nu slunga ut sökande eldklot och skicka iväg seismiska chockvågor. Även Chaos förändras lite till att likna Vincent med demoniska drag, såsom blekt skinn, gula ögon, håret blir lite spretigt, han får vampyrliknande tänder och trasiga fladdermusliknande vingar. Chaos har flera olika egenskaper, såsom att kunna skjuta röd/svarta strålar (sådana han dödade Azul med). Han kan materialisera sina Death Penalty-vapen ur tomma intet för att avlossa svartvita dödsstrålar; en närstridsattack som släpper ut röd aura vart han än slår och avslutar sitt kombo i en klot av energi; och sedan en attack som laddar upp röd eller lila energi runt omkring honom vilken han använder för att storma och förgöra Omega.